# سیستئین سولفینیک اسید
سیستئین سولفینیک اسید (به انگلیسی: Cysteine sulfinic acid) با فرمول شیمیایی C۳H۷NO۴S یک ترکیب شیمیایی با شناسه پاب‌کم ۱۰۹ است. که جرم مولی آن ۱۵۳٫۱۵۶۹۸ g/mol می‌باشد. این ترکیب سفیدرنگ ومحلول در آب بوده یک محصول واسطه ای در متابولیسم سیستئین است.